# Лондонски маратон 2011.
Лондонски маратон 2011. године одржао се у недељу, 17. априла 2011. године. У мушкој елитној трци, победио је Емануел Мутаи и постао је четврти најбржи икад који је претрчао ову раздаљину.
У елитном такмичењу за учеснике у инвалидским колицима, Бритон Дејвид Вир победио је победника од претходне године Џоша Кесидија и освојио пету маратонску титулу — највећи број у историји такмичења.
Око 35.000 људи такмичило се у масовној трци и остварено је 35 Гинисових светсих рекорда.
Маратон 2011. године био је последњи маратон на коме је Дејв Бедфорд био једини директор трке, док се Хју Брешер (син бившег тркача Криса Брашера) придружио Бедфорду у заједничкој улози 2012. године пре него што је преузео пуну одговорност за ову улогу.

## Резултати

### Елитне трке
Елитна мушка конкуренција
| Место | Такмичар                 | Националност | Време        |
| ----- | ------------------------ | ------------ | ------------ |
| 1     | Емануел Мутаи            | KEN          | 2:04:40 сати |
| 2     | Мартин Лел               | KEN          | 2:05:45 сати |
| 3     | Патрик Макау             | KEN          | 2:05:45 сати |
| 4     | Марилсон Гомс дос Сантос | BRA          | 2:06:34 сати |
| 5     | Тсегаје Кебеде           | ETH          | 2:07:48 сати |
| 6     | Јаоад Гариб              | MAR          | 2:08:26 сати |
| 7     | Абдерахим Бурманд        | MAR          | 2:08:42 сати |
| 8     | Дмитриј Сафранов         | RUS          | 2:09:35 сати |
| 9     | Серод Бат-Окир           | MGL          | 2:11:35 сати |
| 10    | Мајкл Шели               | AUS          | 2:11:38 сати |